# El Compayito
El Compayito fue un personaje cómico de Televisa, representado por una mano cerrada con el dedo pulgar como boca y un par de ojos postizos unidos en forma de U, basado en la serie de televisión estadounidense "Oobi". Apareció por primera vez en un juego eliminatorio de la Copa Mundial de la FIFA Corea/Japón 2002™.
El Compayito se hizo famoso tras ganar el casting al que él y otros cinco comediantes asistieron para darle vida al nuevo personaje de Televisa Deportes. Al principio, la idea de los escritores era la de una mano abierta llamada Manuel Adame, la cual tenía pintados ojos, nariz y boca, y además le iba al América. El nombre original del personaje era "Oobi".
Regresó temporalmente a la televisión en 2023 con un programa llamado Chócalas Compayito, al lado de Rafael Inclán, Raúl Araiza y Mariazel Olle Casals. Se retiró definitivamente a finales del mismo año.

## Apariciones
- Partidos de la Selección Mexicana de Fútbol (desde el 2001)
- La Jugada (desde el 2001)
- La Familia P. Luche temporada 1 (El mismo) (2002)
- La Jugada del Mundial (2002, 2006, 2010, 2014, 2018)
- La Jugada Olímpica (2004, 2008 y 2012)
- La Jugada Brasil (2013)
- Participante de ¿Quién es la máscara? (2022)
- Chócalas Compayito (2023)

## Personajes
- Sammy Larios/Pulk
- El Papayaso
- Chucho Rizo (El Chavo Banda)
- Cruz Vera
- Kalin Kalimbo
- Sancho Villa
- Compayito y Compilín
- Roboyito
- Compatripio (El alien)
- El Talachas
- Sosteniente Poncho
- Tatanates
- Caníbola
- Emo Roy
- Román Ayala
- Tlako Joe
- Brujo Chidongongo
- Blue Fingers (luchador)
- Mil Cáscaras (luchador)
- Javier Agarras
- Rata-Flan
- El Hermano Poncho
- Decente Fernández
- La Pajarraca
- Hand Solo
- Compayichu
- Sir Conssession
- DJ Compaye
- Tiziano pacheco
- Alejandro maldoblado
- El Moscayita
- Queta mañon
- El guachupito
- Draculin
- El jariocho
- El Queroseno
- Beerman
- Capitán Chiva
- Lamberto "el chupetes" razo
- Javier Agarras
- Crispiano Romualdo
- Koalactico
- Eiderin